# Berar
Berar (Marathi: वर्हाड, varhād) is een historisch land in Centraal-India, in het noorden van de Dekan. Berar was een onafhankelijk sultanaat tussen 1490 en 1574. Vanaf de 17e eeuw was het als subah (provincie) onderdeel van het Mogolrijk, om later over te gaan in achtereenvolgens de handen van de Maratha's, de nizams van Haiderabad en de Britten. Tegenwoordig ligt het gebied in het oosten van de Indiase deelstaat Maharashtra.

## Geschiedenis
De naam "Berar" kan een verbastering zijn van Vidarbha, een koninkrijk dat in de Mahabharata genoemd wordt. Tegenwoordig is dit de naam van een administratieve regio in Maharashtra, die min of meer overeenkomt met de historische staat Berar.
Berar splitste zich in 1490 af van het Bahmanidenrijk, toen de gouverneur van de provincie, Fathullah Imad-ul-Mulk, zich onafhankelijk verklaarde. Zijn opvolgers, de Imad Shahidynastie, regeerden als sultans van Berar vanuit hun hoofdstad in Elichpur. Berar was wisselend in oorlog of bondgenoot van de grotere buurstaten Gujarat, Bijapur en Ahmednagar. De vierde sultan, Burhan Imad Shah, werd in 1568 afgezet door zijn vizier Tufail Khan. Deze staatsgreep vormde een goed excuus voor Ahmednagar om Berar binnen te vallen en het in 1574 te annexeren.
Berar werd door regentes Chand Bibi in 1596 overgedragen aan het Mogolrijk, toen legers van het rijk Ahmednagar binnenvielen. Onder de regent Malik Ambar wist het sultanaat van Ahmednagar echter tussen 1611 en 1628 grote gebieden op de Mogols te heroveren, waaronder Berar. Na Malik Ambars dood vielen deze gebieden een voor een weer toe aan de Mogols. De Mogols bestuurden Berar als een subah (provincie), maar aan het einde van de 17e eeuw werd het gebied het toneel van het guerrilla-achtige verzet van de Maratha's tegen het Mogolgezag. In 1720 werd het recht om in Berar belasting te heffen (en daarmee in feite de soevereiniteit) door de Mogols overgedragen aan de peshwa van de Maratha's, Balaji Vishwanath. 
Deze situatie duurde niet lang: in 1724 annexeerde de nizam van Haiderabad, die zich kort daarvoor onafhankelijk van de Mogols verklaard had, het gebied. Gedurende anderhalve eeuw bleef Berar deel uitmaken van Haiderabad, maar in 1853 werd het bestuur overgedragen aan de Britten, hoewel de nizam in naam de soeverein bleef. Binnen Brits-Indië vormde het gebied de Berar Province, een bestuurlijke eenheid die in 1903 samengevoegd werd met de Central Provinces (het geheel kreeg de naam Central Provinces and Berar).